# Саннефьорд (футбольный клуб)
«Саннефьорд» (норв. Sandefjord Fotball) — норвежский футбольный клуб из одноимённого города китобоев, выступающий в Адекколиге. Основан 10 сентября 1998 года. Домашние матчи проводит на «Komplett.no Арена», вмещающей 9 000 зрителей.

## История
«Саннефьорд» был образован в 1998 году в результате слияния саннефьордских клубов IL Runar и Sandefjord Ballklubb. Новая команда заменила Sandefjord Ballklubb во Втором дивизионе в 1999 году, по результату своего первого сезона добившись выхода в Первый дивизион. Во второй по значимости футбольной лиге Норвегии «Саннефьорд» быстро закрепился среди основных претендентов на продвижение в Типпелигу. В 2002 и 2003 годах он занимал третье место в итоговой таблице, дававшее право участвовать в матчах плей-офф за место в элите, но оба раза он уступал, «Бранну» и «Волеренге» соответственно. Плей-офф 2003 года был проигран отчасти из-за ряда спорных решений судьи. После этого команду покинул её главный тренер Том Нордли, которого сменил Арне Доккен. Под руководством последнего «Саннефьорд» занял четвёртое место в чемпионате 2004 года. Наконец по итогам сезона 2005 года команда под началом нового наставника Тора Тодесена сумела занять второе место в Первом дивизионе, одолев в последнем туре в драматичной поединке «Мосс», своего прямого конкурента за заветную строчку в таблице, со счётом 4:3, и выйти в Типпелигу.
В дебютном сезоне в Типпелиге «Саннефьорд» занял девятое место, но уже в следующем чемпионате он играл роль аутсайдера и, заняв последнее место, вылетел обратно в Первый дивизион. Игроки клуба обратились к совету директоров клуба с просьбой сменить главного тренера, которая в итоге не была удовлетворена. Однако после неудачного начала сезона 2008 года Тодерсен был всё же уволен. Его сменил ирландец Патрик Уокер. После этого команда стала играть лучше и за 8 игр после прихода нового главного тренера из зоны вылета поднялась в зону выхода в Типпелигу. По итогам чемпионата «Саннефьорд» занял второе место и спустя год вернулся в элиту норвежского футбола.
В Типпелиге 2009 «Саннефьорд» улучшил своё прежнее достижение, заняв восьмое место в итоговой турнирной таблице. Но в следующем чемпионате клуб играл роль беспросветного аутсайдера, набрав всего 12 очков в 30 турах и вновь вылетев в Первый дивизион. В последнем туре того турнира «Саннефьорд» сумел разгромить дома «Хёнефосс», другого неудачника чемпионата, со счётом 6:1. Следующие четыре года команда провела во второй по значимости лиге Норвегии. В сезоне 2014 года «Саннефьорд» под руководством нового главного тренера Ларса Бохинена выиграл Первый дивизион с преимущество в 10 очков над финишировавшим вторым «Тромсё» и вернулся в Типеллигу. Очередное пребывание клуба в элите теперь ограничилось одним годом: по итогам сезоне 2015 года «Саннефьорд» в очередной раз занял последнее место в лиге с существенным отставанием от спасительного места. Спустя же год «Саннефьорд» вновь завоевал место в Типпелиге на будущий сезон.

## Цвета и эмблема
Клубным цветом «Саннефьорда» служит синий. Домашней и основной формой команды являются синие футболки, синие шорты и белые гетры. Когда клуб был сформирован в 1998 году было принято решение о том, что новая команда будет иметь различные цвета от своих родительских клубов Sandefjord Ballklubb (жёлтый и чёрный) и IL Runar (белый). Клуб сменил свою эмблему перед началом сезона 2006 года. Старый логотип наравне с жёлтым полем имел также красный и синий цвета, в новом же остались только красный и синий. Контур хвоста белого кита на эмблеме клуба отсылает к истории Саннефьорда как города китобоев. После выхода в Типепелигу в 2014 году «Саннефьорд» отыграл один сезон в альтернативной домашней форме, футболка которой была разделена на синюю и красную половины. В 2016 году команда вернулась к традиционной, полностью синей, домашней форме.

## Стадион
«Саннефьорда» играет домашние матчи на стадионе «Комплетт Арена», вмещающем около 6 000 зрителей. Эта современный комплекс был открыта 21 июля 2007 года и стоимость её строительства составила около 100 миллионов норвежских крон. Рекордная посещаемость была установлена в тот же день, когда игру открытия против «Люна» посетило 8 103 человека. В дальнейшем планировалось расширить вместимость стадиона до 12 500 зрителей.
До открытия «Комплетт Арены» «Саннефьорд» принимал гостей с 1999 по 2007 году на стадионе Storstadion, который не мог удовлетворить потребностям современного клуба.

## Достижения
- ОБОС-лига
  - Победитель: 2014
- Кубок Норвегии:
  - Финалист: 2006